# Стрижичевац
Стрижичевац (до 1991. Стрижићевац) је насељено место у саставу града Липика, у западној Славонији, Република Хрватска.

## Историја
До нове територијалне организације у Хрватској, налазило се у саставу бивше велике општине Пакрац.

## Становништво
На попису становништва 2011. године, Стрижичевац је имао 18 становника.
| Националност       | 1991.       |
| Хрвати             | 9 (25,71%)  |
| Срби               | 1 (2,85%)   |
| Југословени        | 0           |
| остали и непознато | 25 (71,42%) |
| Укупно             | 35          |